# Pokrajinska vlada Vojvodine
Pokrajinska vlada Vojvodine (srp. Покрајинска влада Војводине) je izvršni organ Autonomne Pokrajine Vojvodine u Republici Srbiji. 
Vlada odgovara za svoj rad Skupštini Autonomne Pokrajine Vojvodine.
Djelovanje ovog tijela određeno je unutar okvira nadležnosti iz Ustava Republike Srbije, koji je najviši pravni dokument u Srbiji, te Statuta AP Vojvodine, koji je najviši pravni dokument Autonomne Pokrajine Vojvodine.

## Povijest
Izvršno vijeće Socijalističke Autonomne Pokrajine Vojvodine djelovalo je u doba Socijalističke Republike Srbije, nakon toga postoji do 2009. Izvršno vijeće Autonomne Pokrajine Vojvodine. Vlada Autonomne Pokrajine Vojvodine postoji od 2009., a trenutačno se to tijelo naziva Pokrajinskom vladom Vojvodine.
Zadnji predsjednik Izvršnoga vijeća Autonomne Pokrajine Vojvodine (2004. − 2009.) bio je Bojan Pajtić koji je i trenutačno na dužnosti predsjednika Pokrajinske vlade Vojvodine od 2014. godine. U prethodnom mandatu bio je predsjednikom Vlade Autonomne Pokrajine Vojvodine (2008. − 2012.), te od 2012. do 2014. kada je postao inauguralnim predsjednikom Pokrajinske vlade Vojvodine.

## Sastav Vlade
Sastav Vlade (2013.) jest:
- Bojan Pajtić, predsjednik Vlade (Demokratska stranka (Srbija))
- Dragoslav Petrović, potpredsjednik Vlade i pokrajinski tajnik za znanost i tehnološki razvitak
- Andor Deli, potpredsjednik Vlade i pokrajinski tajnik za obrazovanje, upravu i nacionalne zajednice
- Goran Ješić, potpredsjednik Vlade i pokrajinski tajnik za poljodjelstvo, šumarstvo i vodno gospodarstvo
- Slaviša Grujić, potpredsjednik Vlade i tajnik za kulturu i javno informiranje
- Miroslav Vasin, pokrajinski tajnik za gospodarstvo, zapošljavanje i ravnopravnost spolova
- Zoran Radoman, pokrajinski tajnik za financije
- Slobodan Puzović, pokrajinski tajnik za urbanizam, graditeljstvo i zaštitu životne sredine
- Nataša Pavićević Bajić, pokrajinska tajnica za energetiku i mineralne sirovine
- Branislav Bugarski, pokrajinski tajnik za međuregionalnu suradnju i lokalnu samoupravu
- Marinica Ciobanu, pokrajinska tajnica za šport i omladinu
- Vesna Kopitović, pokrajinska tajnica za zdravstvo, socijalnu politiku i demografiju